# Piegi (condado)
O condado de Pigi ou Piegi é uma área administrativa do estado de Juncáli, Sudão do Sul. James Aleu Mijak é o comissário responsável pelo condado. O condado foi palco de recentes conflitos armados, envolvendo grupos de oposição ao governo.